# Šporki makaruli
Šporki makaruli tradicionalno je jelo dubrovačkog kraja. Uskoro bi se moglo naći na popisu UNESCO-ove zaštićene nematerijalne baštine.

## Župski šporki makaruli
Od davnina, generacije i generacije Župki spravljaju šporke makarule. Toć (umak) je spravljen od goveđeg ili junećeg mesa na temeljcu od luka prženog na domaćoj svinjskoj masti uz osnovne dodatke pomadora (rajčica), petrusina (peršin), česna (češnjak), crnog vina i sl. Pasta (dal. pašta) - makaruli, skuhani su napose, i začinjeni, ali ne previše, domaćom svinjskom masti i neizostavnim začinom kod župskih makarula, kanjelom (cimet). Ona daje nezamjenjiv i poznat okus i miris župskih makarula. 
Na koncu, toć i pasta se zamješaju u velikom loncu i puste se da malo „ohanu” (slegnu) prije jela. Kad je već servirano na tanjurima, svatko voli sebi dodatno zasladiti svježe naribanim sirom ribancem. Koliko je Župljanima drago ovo jelo govori i to da je tradicionalno neizostavno na velikim pučkim svečanostima kakva su vjenčanja, festa Sv. Vlaha i proslave spomendana svetaca i sl.